# Огнева мощ
Огнева мощ е непрецизен и неточен разговорен военен термин с който се описват технически спецификации на огнестрелно оръжие. Оценката на огневата мощ може да включва различни характеристики и показатели, средно претеглени по видове оръжие, които сами по себе си са различни, като:
1. теоретична и практическа скорострелност;
2. капацитет на боеприпасите и зарядите (доколкото съществуват такива);
3. поряваща сила и действие;
4. точност на поразяване на целта.